# 細川主膳
細川 主膳（ほそかわ しゅぜん）は江戸時代の武士。細川京兆家の庶流・典厩家出身。

## 概要
元和元年（1615年）に成立した「豊前小倉御侍帳」には頭衆として細川忠興に仕えていたことが見える。同書によると700石の所領があり、後に筑前国に出奔したという。
寛永4年（1627年）5月12日には賄米不足であったため、深野次郎右衛門から2石を借り受けている。
寛永7年（1630年）3月18日には、兄の細川出雲頼次が江戸に上る前に七左衛門と面会している。
寛永9年（1632年）11月28日の「御入国宿割帳」によると熊本の蔚山町（現・熊本市中央区新町）に滞在していた。
寛永15年（1638年）2月27日には島原の乱が発生し、細川忠利は討伐軍に参加して七左衛門も小笠原長元組として従軍したが、原城本丸北之門で討死したという。